# Avesnes-le-Comte
 Avesnes-le-Comte  es una población y comuna francesa, situada en la región de Norte-Paso de Calais, departamento de Paso de Calais, en el distrito de Arras y cantón de Avesnes-le-Comte.

## Demografía
| 1388 | 1424 | 1490 | 1835 | 2011 | 1983 |
| Para los censos de 1962 a 1999 la población legal corresponde a la población sin duplicidades (Fuente: INSEE [Consultar]) |      |      |      |      |      |